# Sergey Litvinov (1986)
Pour les articles homonymes, voir Sergey Litvinov et Litvinov.
Sergej Litvinov (version allemande) ou Sergey Sergeyevich Litvinov ou Siarhei Lytvynov (né le 27 janvier 1986 à Rostov-sur-le-Don) est un athlète biélorusse, puis allemand de 2008 à 2010 et enfin russe, spécialiste du lancer du marteau. C'est le fils du champion olympique homonyme Sergey Litvinov, mort le 19 février 2018. Son club est le LG Eintracht Frankfurt.

## Carrière
Le 12 mars 1999, il obtient la double nationalité allemande et biélorusse, puis allemande et russe. Le 1er janvier 2011, il abandonne sa nationalité allemande pour représenter la Russie. Sportivement, il a représenté successivement les trois pays, commençant par la Biélorussie lors des compétitions junior. 
Son meilleur lancer était de 77,88 m à Sofia le 9 juin 2009 qu'il améliore chaque année pour le porter à 80,98 m à Moscou le 13 juin 2012.
(en 2011, 78,90 à Adler le 23 février, en 2010, 78,98 m à Hengelo le 30 mai).
Sous les couleurs russes, il a remporté la médaille de bronze des Championnats d'Europe d'athlétisme 2014.
Le 20 juillet 2017, il est autorisé par l'IAAF à concourir en tant qu'« athlète neutre autorisé » à la suite de la suspension en novembre 2015 de la Russie de compétitions internationales pour dopage d'État. 

## Record
| Épreuves          | Marque  | Lieu   | Date         |
| ----------------- | ------- | ------ | ------------ |
| Lancer du marteau | 80,98 m | Moscou | 13 juin 2012 |